# Megaloproctus platyantennus
Megaloproctus platyantennus är en stekelart som beskrevs av Marsh 1983. Megaloproctus platyantennus ingår i släktet Megaloproctus och familjen bracksteklar. Inga underarter finns listade i Catalogue of Life.